# Landschap

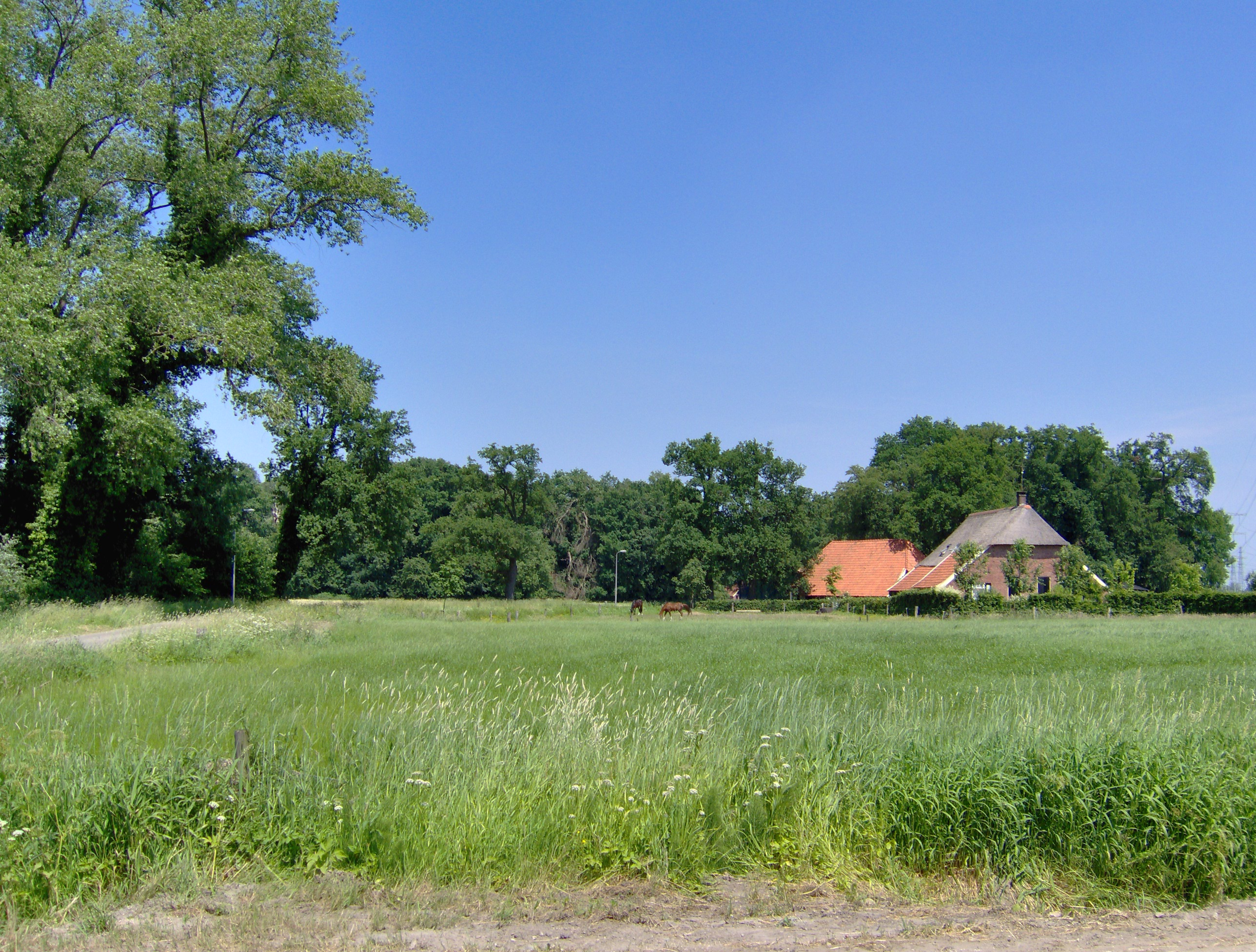
Cultuurlandschap rond Woolde in Twente

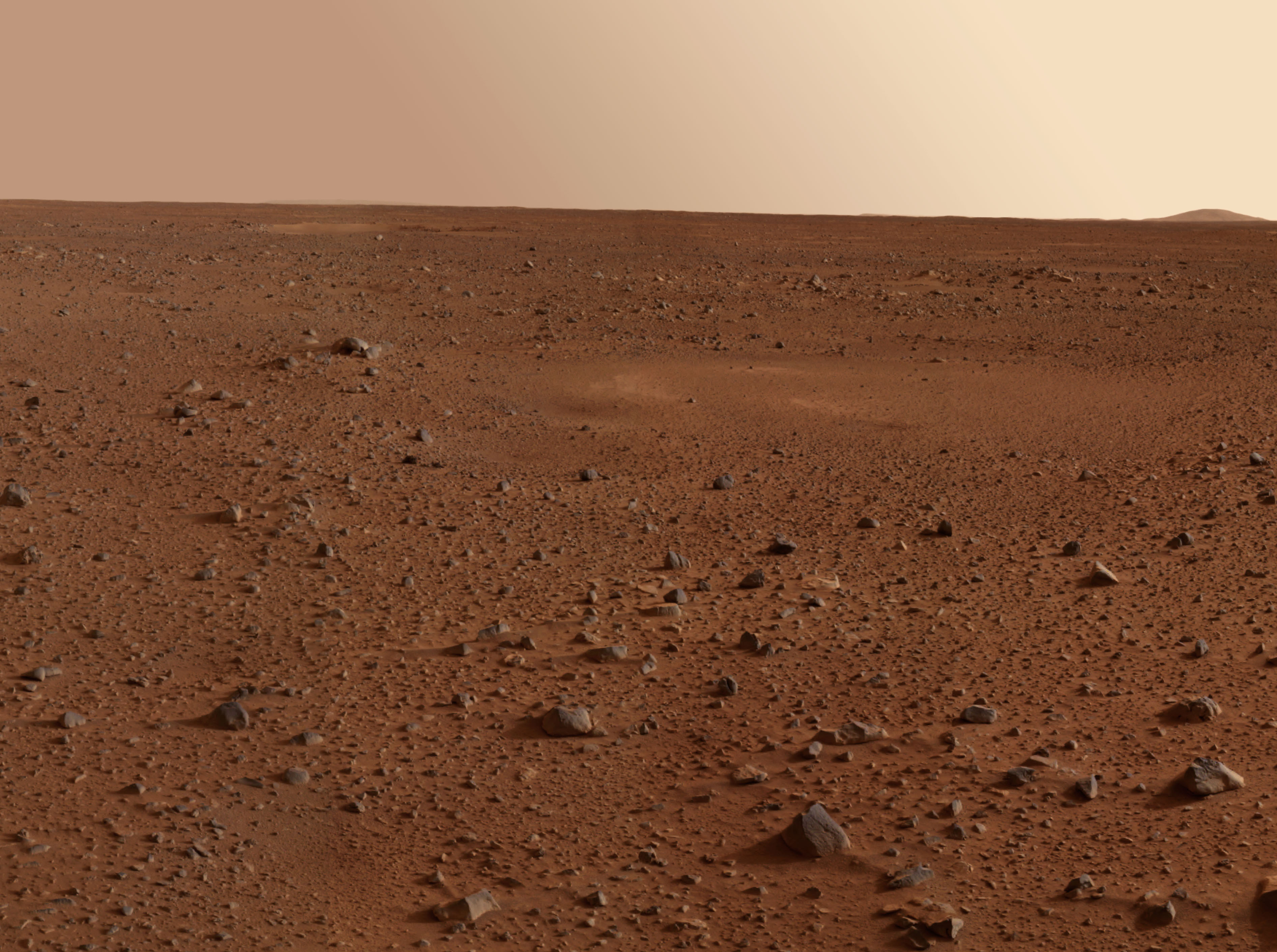
Natuurlandschap in de Gusevkrater op Mars gefotografeerd door Mars Exploration Rover-A.

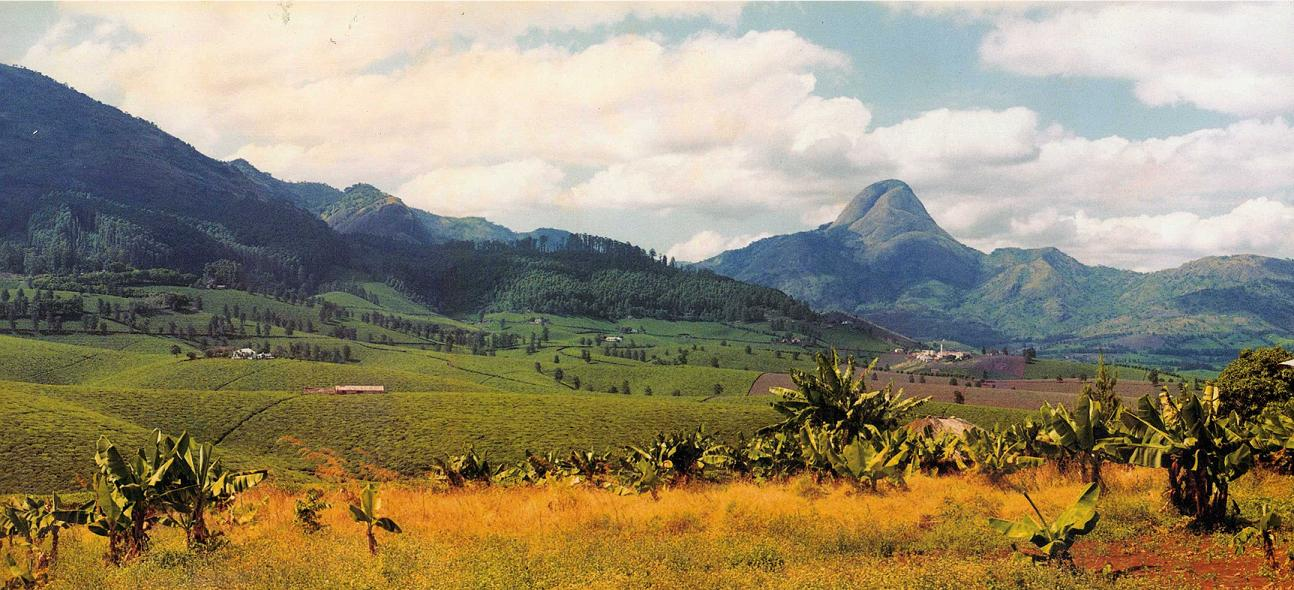
Gevarieerd natuur-/cultuurlandschap met Mount Murresse, Gurúè (provincie Zambezia), noordelijk Mozambique.

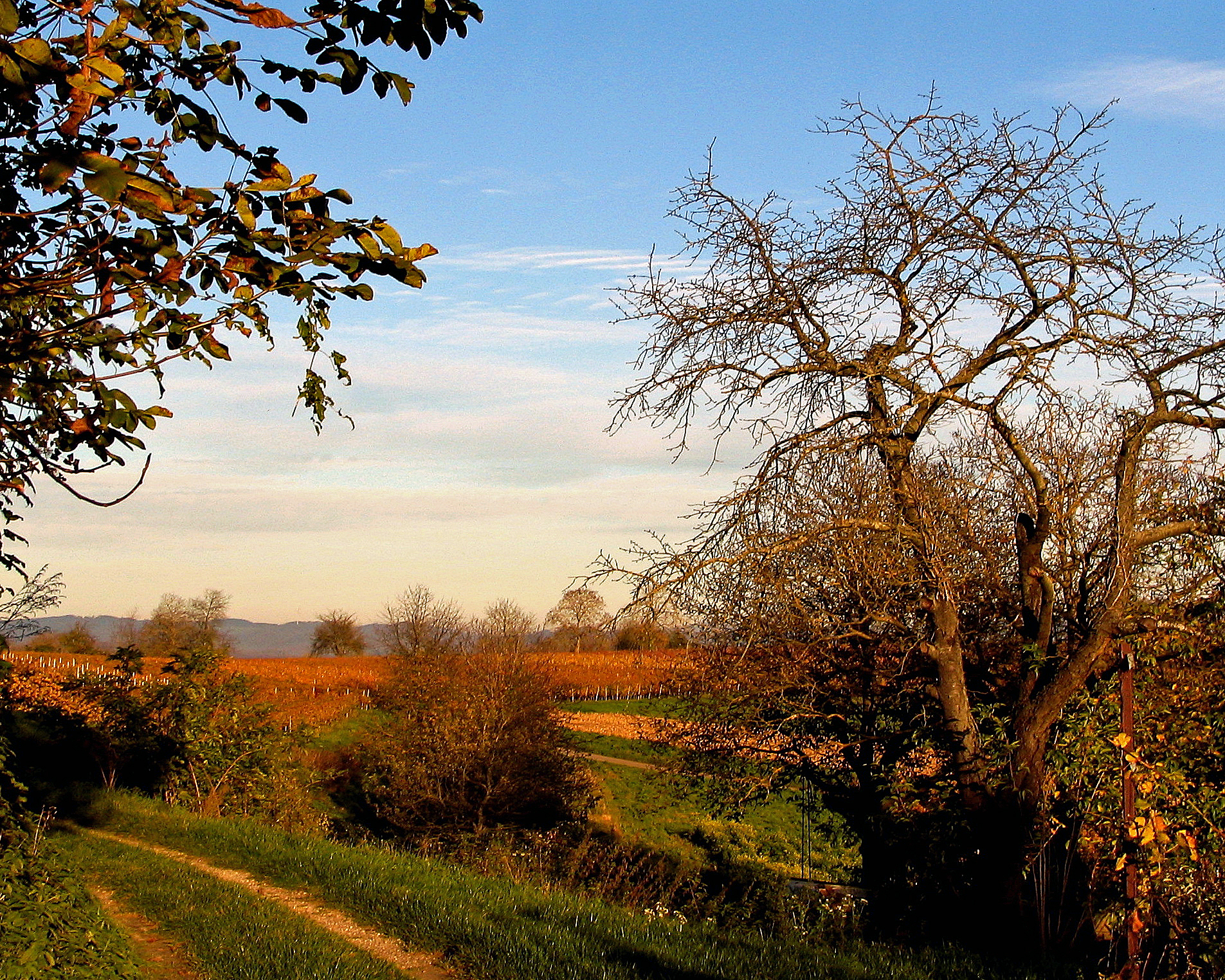
Herfstlandschap

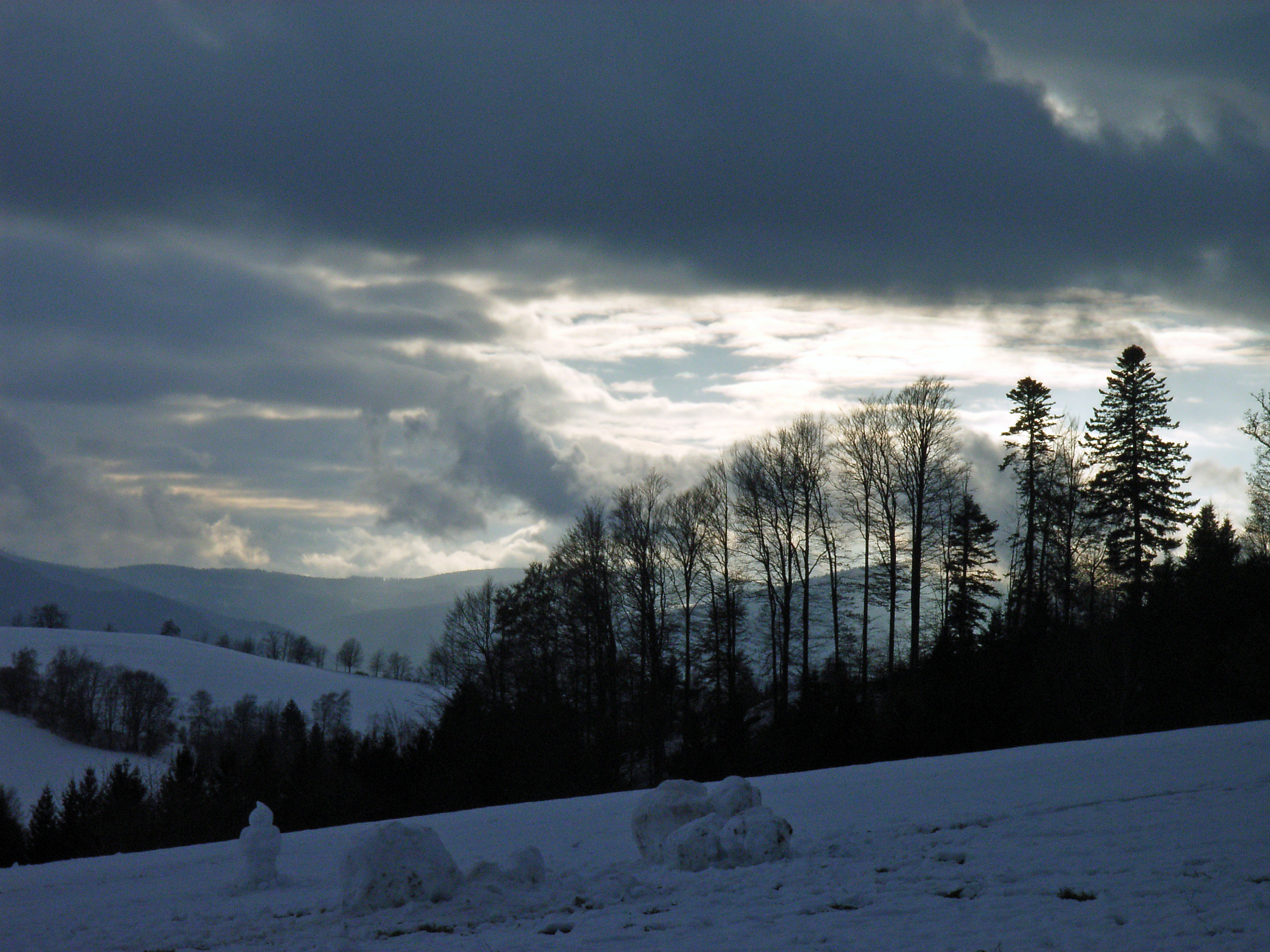
Winterlandschap

Landschap is in de geografie een uitgestrekt stuk land dat zich als een zelfstandig geheel onderscheidt van aangrenzende gebieden.
De wetenschappelijke en beleidsliteratuur geven verschillende definities van een landschap.

## Definities en betekenissen
Er zijn verschillende definities in omloop zoals:
- een geheel van geologische, biologisch-/ecologische en cultuurhistorische elementen die met elkaar in een gegeven gebied een geheel vormen en in één keer zichtbaar zijn ofwel het "totaalbeeld dat de aan de aardoppervlakte waarneembare verschijnselen te zien geven".[2]
- een "gebied zoals dat door mensen wordt waargenomen en waarvan het karakter bepaald wordt door natuurlijke en/of menselijke factoren en de interactie daartussen".[3]
- landschap als ecosysteem: een "complex van relatiestelsels, tezamen een herkenbaar deel van het terrestrisch aardoppervlak vormend, dat gemaakt is en in stand wordt gehouden door de wisselwerkingen van levende en niet-levende natuur, inclusief de mens".[4]

In bovenstaande definities gaat het om de zichtbare elementen van de omgeving (het totaalbeeld), een bepaalde regio (het gebied), processen (fysische, biologische en menselijke activiteiten) en de relaties tussen deze elementen (het systeem) en de resultante hiervan (het patroon).
Buiten de geografie zijn ook andere definities in zwang die het begrip als omgeving beschouwen, dan wel de nadruk op de menselijke perceptie leggen, zoals in de geesteswetenschappen. De toepassing van de geografische betekenis van landschap beperkte zich aanvankelijk tot aardse regio's maar strekt zich met de opkomst van de ruimtevaart ook uit tot plaatsen buiten de aarde, zoals de Maan of Mars. Maan- en Marslandschap zijn ingeburgerde termen. Het landschap wordt bestudeerd door zeer uiteenlopende wetenschappelijke disciplines, zoals de (fysische) geografie, landschapsecologie, landschapskunde, landschapsarchitectuur, planologie en planetologie, en wanneer het gaat om niet-geografische betekenissen ook door bijvoorbeeld de omgevingspsychologie, kunstgeschiedenis, filosofie en wetenschapsleer.
De term "landschap" betekent ook bestuurlijke eenheid of een organisatie die een gebied bestuurt of beheert. Organisaties zoals de Provinciale Landschappen houden zich met beheer en bescherming van het Nederlandse landschap bezig.

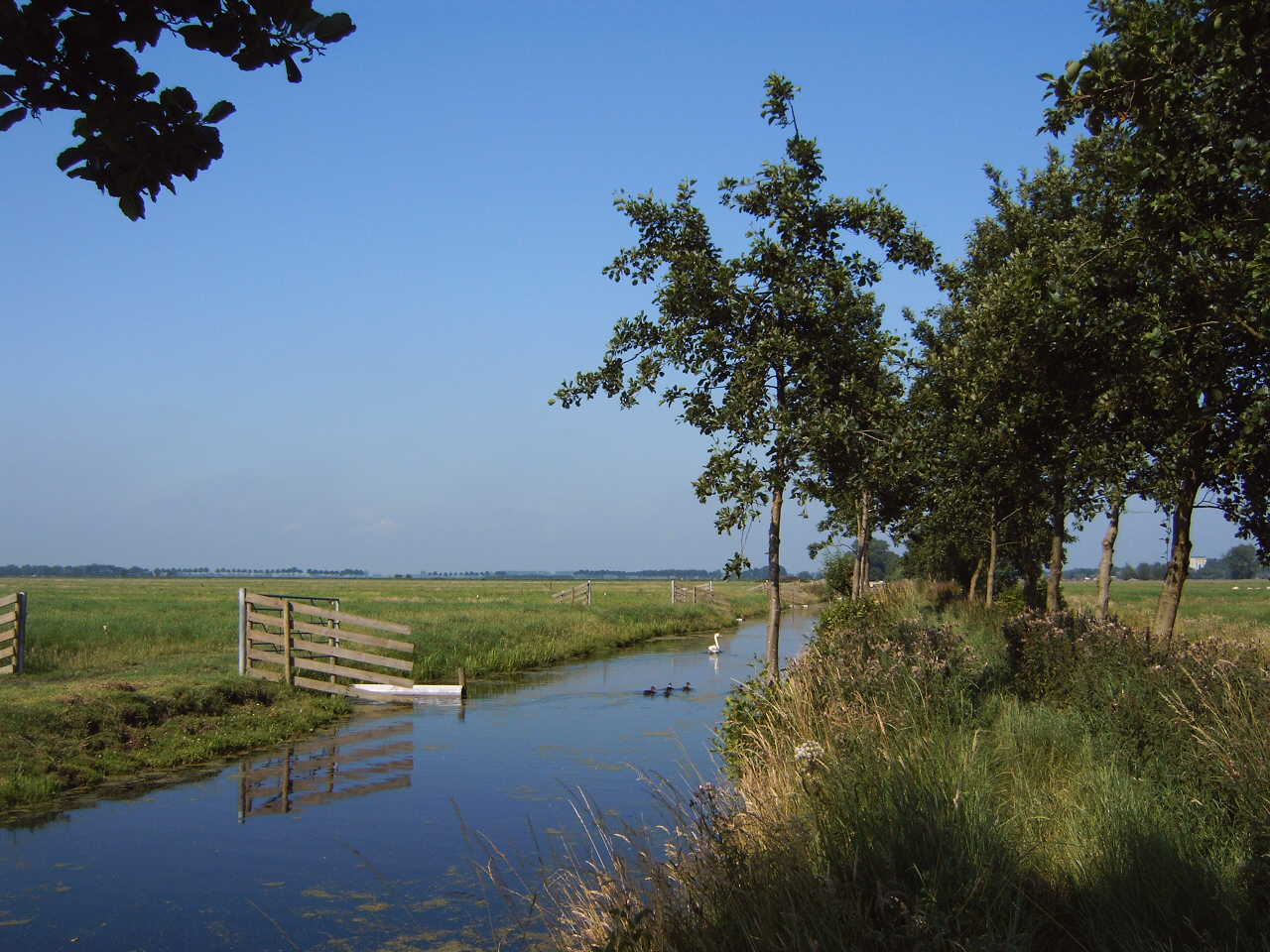
Cultuurlandschap bij de Tiendweg, Oudewater

### Totaalbeeld
Landschap kan men definiëren als "het totaalbeeld dat de aan de aardoppervlakte waarneembare verschijnselen te zien geven". De kenmerken van het landschap of de natuurlijke gesteldheid van het landschap worden in de allereerste plaats bepaald door natuurlijke processen.
Onder invloed van menselijk optreden, zoals ontwateren, ontsluiten, perceleren, kappen, beweiden, afplaggen, afbranden, ploegen en bemesten, verandert het landschap sterk van karakter. Dit wordt de cultuurlijke gesteldheid van het landschap genoemd. Het ontstaan en voortbestaan van heidelandschap is daarvan een bekend voorbeeld.
Een eerste indeling van landschappen is:
- natuurlandschap: het landschap met geen of weinig menselijke invloed. Landschap dat niet in cultuur is gebracht, dus zonder infrastructuur, zonder perceelscheidingen en zonder ontwatering. Het natuurlandschap ordent en handhaaft zichzelf. Het is al of niet beïnvloed door menselijk handelen, maar niet volgens menselijke doelstellingen. Jagende en verzamelende volken hebben gewoonlijk een nauwelijks waarneembare invloed.
- cultuurlandschap: landschap waarbij dominante sporen van menselijke activiteit zijn waar te nemen, zoals de meeste akker- en weidelandschappen.
Voorbeelden van de meest extreme vormen van cultuurlandschap zijn het stedelijke landschap en het industrieel landschap. Ook in deze landschappen komen nog veel natuurlijke elementen voor, bijvoorbeeld zich spontaan vestigende planten en dieren.

Het halfnatuurlijk landschap bevindt zich op de geleidelijke schaal tussen deze uitersten: het is het landschap waarin het vegetatiepatroon niet grotendeels door mensen bepaald wordt, maar dat wel in wisselwerking met de mens is ontstaan en afhankelijk is van menselijk ingrijpen.

### Gebied
De Raad van Europa definieert het begrip "landschap" als: "een gebied zoals dat door mensen wordt waargenomen en waarvan het karakter bepaald wordt door natuurlijke en/of menselijke factoren en de interactie daartussen". De definitie volgens de Europese Landschapsconventie luidt: "Landschap is een gebied, zoals door mensen waargenomen, waarvan het karakter bepaald wordt door de actie en interactie van natuurlijke en menselijke factoren".

### Systeem

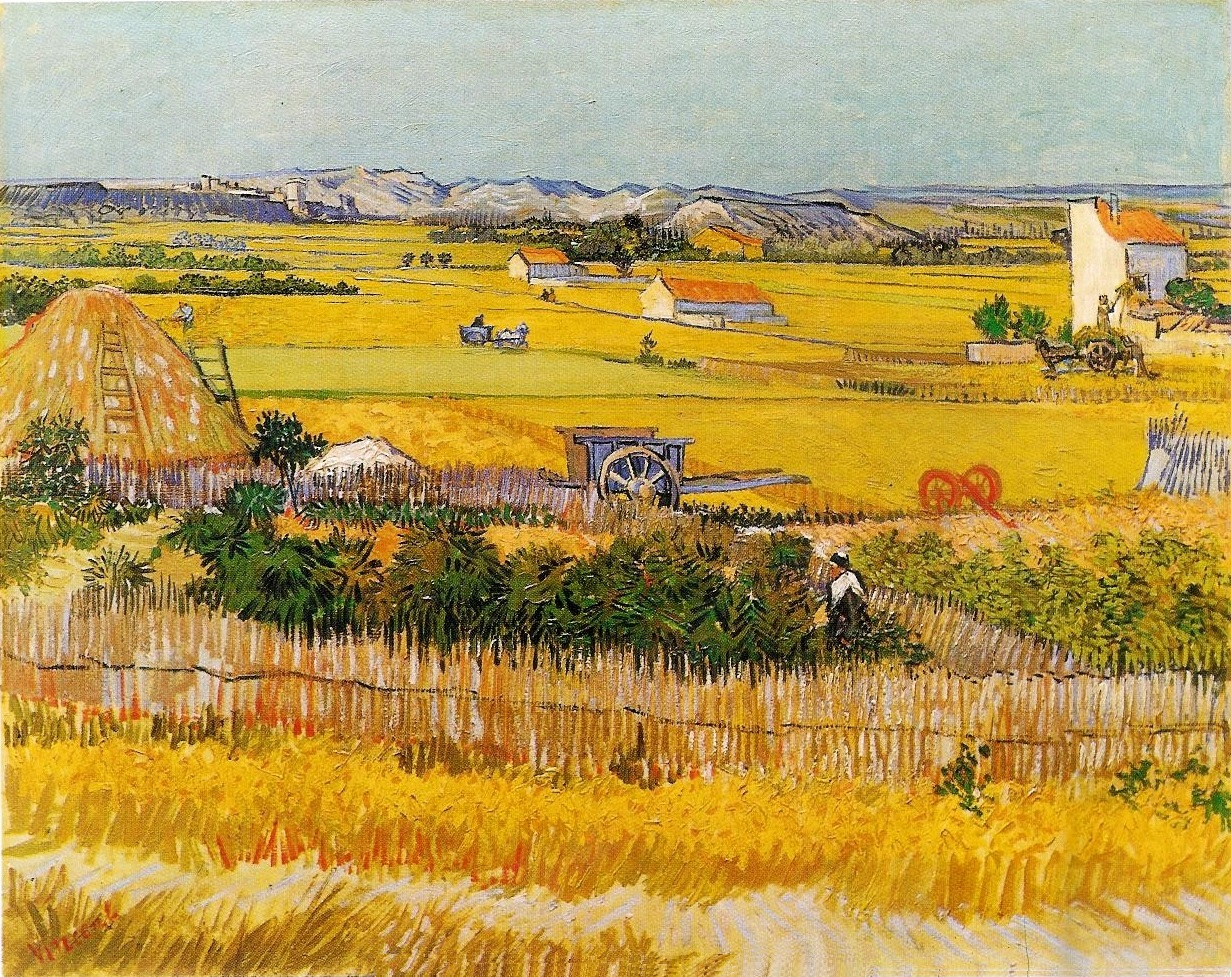
Vlakte van Crau, 1888. Cultuurlandschap. Een van de vele werken die Vincent van Gogh in 1888-1889 wijdde aan dit gebied bij Arles. Olieverf, Van Gogh Museum, Amsterdam.

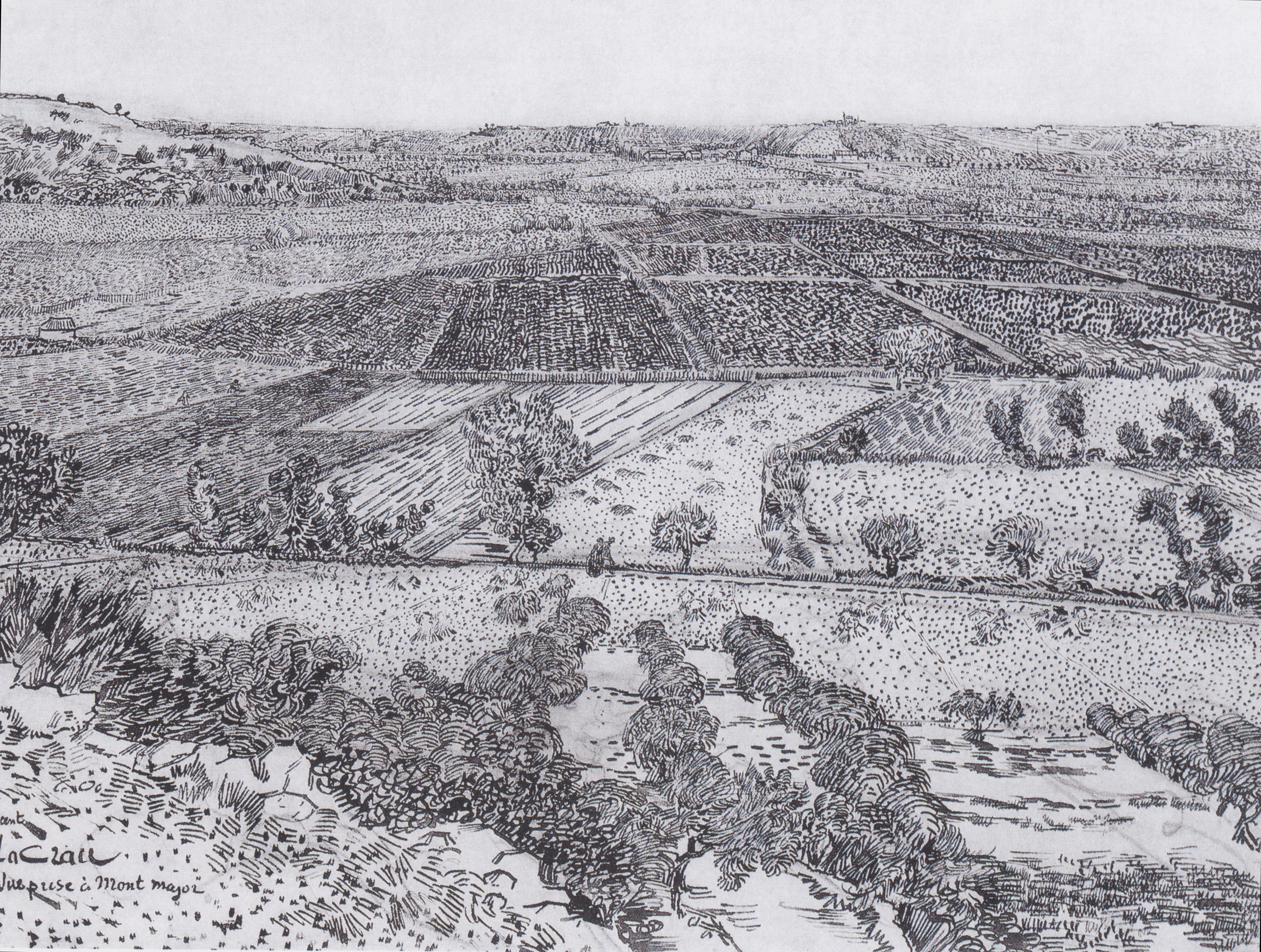
Vlakte van Crau bij Arles gezien vanaf Montmajour, Vincent van Gogh. Cultuurlandschap. Potlood, pen en inkt, 1889. Van Gogh Museum, Amsterdam.

Volgens de "Atlas van Nederland" kwam al in de 17e eeuw de opvatting voor van landschap als regio, gebied, maar ziet men tegenwoordig landschap ook als systeem. "Legt men daarbij de nadruk op de daarin optredende materiaal- en energiehuishouding, dan is de beschouwingswijze geocentrisch. Ziet men het landschap als leefmilieu van levensgemeenschappen, dan is deze biocentrisch. En ze is antropocentrisch als men het landschap beziet als leefmilieu van de mens." Uitdrukkelijk wordt gesteld dat "voor een goed landschapsbegrip (...) de schaal van beschouwing van belang (is). De omlijning van landschappen berust op terreinbestanddelen die topografisch karteerbaar zijn, vooral op een schaal tussen 1:5.000 en 1:50.000. Door samenvoeging tot grotere eenheden kunnen landschappen echter ook op kleinere schaal worden weergegeven."
In dit verband wordt naar het werk van Vincent van Gogh verwezen, een "schilder met een diep inzicht in het landschap", die bijvoorbeeld in 1888 van La Crau bij de Rhônedelta een "objectief-geografische weergave" tekende met landschapselementen die ook op topografische kaarten worden gehanteerd. Van Gogh noemt als kenmerken van het landschap "oneindigheid en eeuwigheid". Het landschap is een continuüm "dat zich voordoet op alle continenten van kust tot kust. Natuurlandschappen geven vaak de indruk van 'eeuwigheid', doordat ze eeuwenlang 'onveranderd' kunnen voortbestaan, ondanks het onafgebroken proces van opbouw en afbraak. Ook cultuurlandschappen konden, dankzij tradities, eeuwenlang nagenoeg onveranderd blijven, maar door het allengs toegenomen ingrijpen van de mens werd verandering eerder regel dan uitzondering. Het landschap zoals wij dat thans kennen, is van dit alles het resultaat, maar niet het uiteindelijke. Immers, afbraak en opbouw blijven elkaar afwisselen."

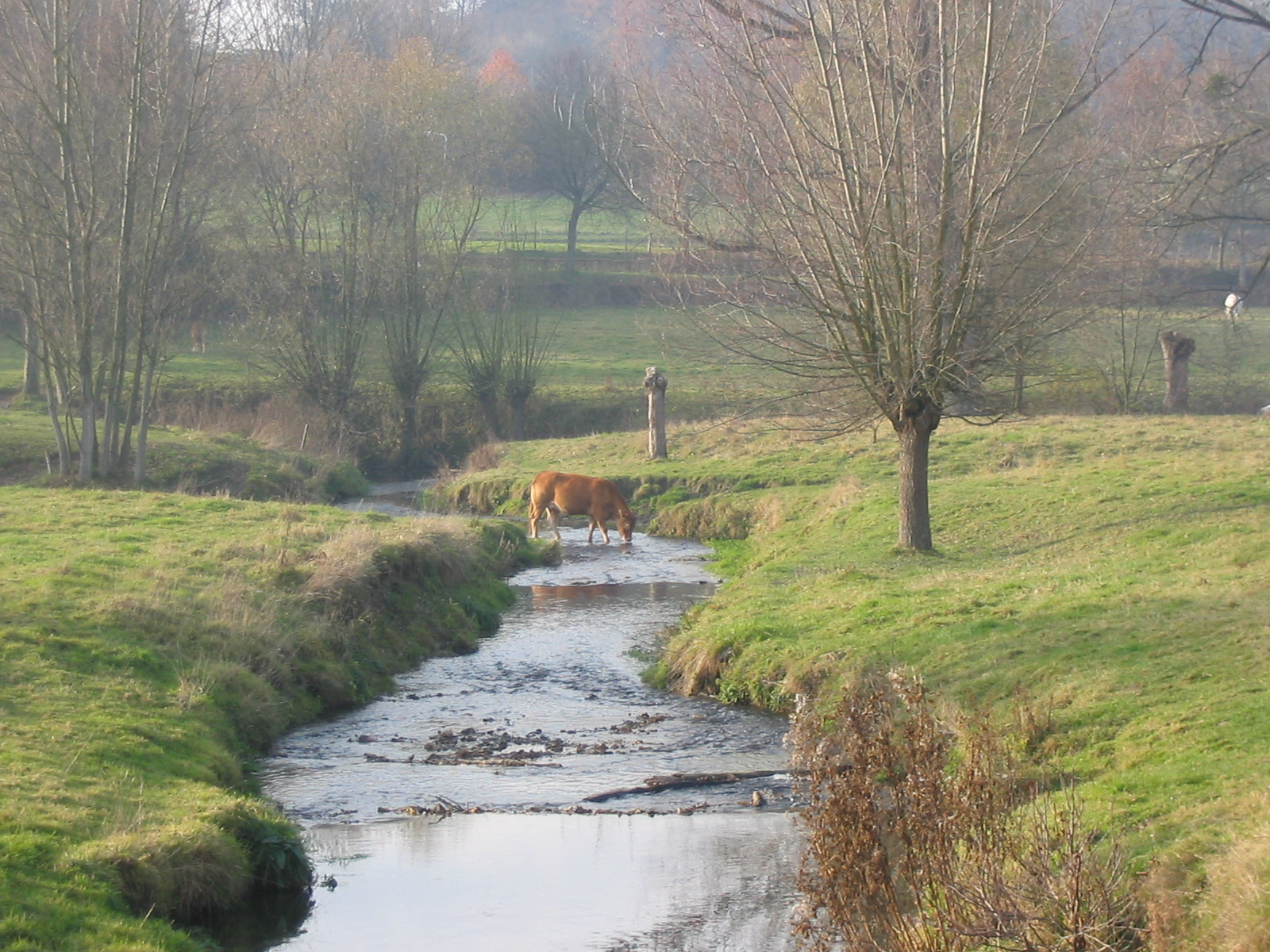
Cultuurlandschap in Zuid-Limburg. De Gulp bij Slenaken.

De vier werkingssferen die in meer of mindere mate het (huidige Nederlandse) landschap bepalen zijn volgens de "Atlas": de atmosfeer, de lithosfeer, de hydrosfeer en de biosfeer. "Ze zijn nauw met elkaar en met de werkingssfeer van de mens verbonden. Ook de bodem wordt wel als een werkingssfeer, 'pedosfeer', aangeduid. Er is sprake van een zekere rangorde van (on-)afhankelijkheid" en van de mate waarin de mens deze sferen kan beïnvloeden.
Schroevers definieert in dit verband een landschap als "een relatiestelsel dat is ontstaan en in stand gehouden door een samenstel der werkingssferen en dat een door zijn uiterlijke verschijningsvorm te onderscheiden deel van de terrestrische ruimte is".
Op een bepaalde plaats vormen de genoemde componenten van het landschap "een functionele eenheid, een relatiestelsel. In de ecologie (...) worden deze eenheden ecosystemen genoemd. Voor concrete ruimtelijk afgrensbare ecosystemen die op landschapsschaal zijn te onderscheiden, wordt wel de term ecotoop of landschapselement gebruikt. Het landschap is nu te beschouwen als een geografische eenheid die bestaat uit een complex van ecotopen, waartussen velerlei relaties bestaan en die tezamen ook een functionele eenheid vormen. Zo is het landschap op zijn beurt een ecologisch systeem van grotere omvang".

### Patroon
Een andere manier om het landschap te definiëren is om het op te vatten "als een patroon dat het resultaat is van een bepaalde landschapsgenese. Wanneer sprake is van een historische invloed van de mens op die genese, komt de cultuurhistorische benadering van het landschap in beeld.".

## Wetenschappen

### Fysische geografie
Berendsen stelt dat het studieobject van de fysische geografie het landschap is, en de factoren die in dit landschap van betekenis zijn. Alhoewel er (in Nederland) sprake is van een cultuurlandschap spelen fysische factoren nog steeds een belangrijke rol. In het verleden kwam het nogal eens voor dat bij de inrichting van het cultuurlandschap de natuurlijke omstandigheden werden genegeerd. Dat heeft op sommige plaatsen geleid tot het verloren gaan van eeuwenoude cultuurlandschappen en tot buitengewoon saaie landschappen. Bovendien waren de kosten vaak aanzienlijk groter dan wanneer gekozen zou zijn voor een aanpassing aan de natuur, waarbij zo goed mogelijk gebruik wordt gemaakt van de verschillen die al in het landschap aanwezig zijn.
Berendsen stelt dat in de fysische geografie de term landschap doorgaans wordt gebruikt om de totaliteit van een gebied aan te duiden, zoals die bepaald wordt door de onderlinge samenhangen tussen de landschapsfactoren gesteente, reliëf, klimaat, bodem, water, lucht, planten, dieren en mensen. Hij definieert vervolgens een landschap als:
"een deel van het aardoppervlak, dat functioneert als een geïntegreerd geheel, waarbinnen statische zowel als dynamische evenwichten zich voordoen tussen de componenten die het landschap vormen. Het landschap is het resultaat van een ontwikkelingsgang (een genetische successiereeks) en het heeft zijn uiterlijke verschijning in het landschapsbeeld (datgene dat men ziet aan patronen, vormen, ruimten en proporties; de fysiognomie). "
Terwijl in de "Atlas van Nederland" het belang van de schaal wordt benadrukt, stelt Berendsen dat "landschap (...) een schaalloos begrip (is), een ruimtelijke eenheid", gekenmerkt door:
- uiterlijk (de fysiognomie)
- structuur (patroon en sequentie), bijvoorbeeld een bepaalde opeenvolging van bodemtypen van hoog naar laag
- dynamiek (verandering in een landschap)
- ontwikkeling (bijvoorbeeld genetische successie), en
- interne samenhang tussen de factoren die het landschap beïnvloeden.

Het landschap wordt gevormd door een complex van geofactoren, die met elkaar in wisselwerking (kunnen) treden en hier met de corresponderende wetenschap worden opgesomd
- gesteente – geologie
- reliëf – geomorfologie
- klimaat en lucht – klimatologie
- bodem - bodemkunde
- water – hydrologie
- planten- en dierenwereld – biologie, en met name ecologie
- mens – (in dit verband) sociale geografie.

Berendsen onderscheidt behalve de al genoemde cultuurlandschappen, natuurlandschappen en halfnatuurlijke landschappen ook nog
- bijna natuurlijke landschappen, waarin de flora geheel of grotendeels spontaan is, en de vegetatie wel door de mens wordt beïnvloed, maar toch overeenkomt met die onder natuurlijke omstandigheden. Voorbeelden zijn kwelders, zandverstuivingen.

### Historische geografie
De historische geografie bestudeert vooral de geschiedenis van cultuurlandschappen.

### Landschapsarcheologie
De landschapsarcheologie is de tak van de archeologie, die zich vooral met het archeologische erfgoed van afzonderlijke landschappen bezig houdt. Ook wordt bestudeerd de wijze waarop de prehistorische mens van het landschap gebruik maakte.

### Landschapsecologie
| - Landschap - Ecotoop of landschapselement - Biotoop - Levensgemeenschap |

Het landschap kan worden opgevat als een samenhangend geheel van ecotopen en hun onderlinge relaties, en aldus het landschap zelf weer als een ecosysteem van grotere omvang opvatten. Dat geldt niet alleen voor natuurlijke landschappen, maar ook voor cultuurlandschappen als stedelijke gebieden, oppervlaktewateren. 
In de landschapsecologie wordt de huishouding van dit ecologisch systeem bestudeerd op geïntegreerde wijze. Het gaat daarbij in hoofdzaak om de volgende kenmerken en facetten: het vóórkomen van een aantal specifieke landschapselementen of ecotopen, het patroon waarin deze voorkomen, en de processen die aan de, vooral ruimtelijke, relaties tussen de elementen ten grondslag liggen, waardoor het landschap als een eenheid gezien kan worden (holistische benadering).

## Het Belgische en Nederlandse landschap
"Het Nederlandse landschap" is een term die veel gebruikt wordt om het geheel van landschapstypen in Nederland aan te duiden. Er bestaan tal van verschillende opvattingen en inzichten over vragen zoals:
- wat de meest karakteristieke elementen van dit Nederlandse landschap zijn,
- hoeveel landschapstypen er onderscheiden kunnen worden,
- welke landschapstypen beschermd moeten worden en hoe

## Bescherming en beheer
Het beheren van het landschap op een zodanige wijze dat recht gedaan wordt aan de (cultuur-)historische waarde noemt men "cultuurhistorisch landschapsbeheer". Behoud van landschappelijke waarden noemt wordt ook wel landschapsbescherming genoemd. Een dergelijk beheer gaat uit van de veronderstelling dat in Nederland en België het overgrote deel van de landschappen (waar beheer nodig is) cultuurlandschappen zijn. Traditioneel waren de boeren de beheerders bij uitstek van het niet-stedelijke landschap. Door schaalvergroting in en intensivering van de landbouw is daarin verandering gekomen, en is het landschapsbeheer tegenwoordig het werkterrein van een groot aantal verschillende organisaties en instanties.

### Nederland
Op landelijk niveau was tot voor kort vooral het ministerie van Landbouw, Natuur en Voedselkwaliteit (LNV) bij de bescherming en het beheer van het Nederlandse landschap betrokken en daarnaast het Ministerie van VROM. In de Nota Ruimte uit 2004 zijn door de minister twintig nationale landschappen aangewezen, waarin natuur en oude cultuurelementen bewaard zullen blijven. In 2011 werd het ministerie van ELI verantwoordelijk voor het landschap, maar deels ook de provincies.
Staatsbosbeheer is de organisatie die in opdracht van de rijksoverheid natuurgebieden en andere terreinen beheert. Op landelijk niveau is daarnaast ook Natuurmonumenten een belangrijke organisatie. Op provinciaal niveau zijn er twee groepen organisaties, die betrokken zijn bij het beheer, behoud en restauratie van het bestaande landschap (soms zijn die organisaties gefuseerd):
- De Provinciale Landschappen
- Provinciale Stichtingen voor Landschapsbeheer, die samenwerken binnen Landschapsbeheer Nederland.

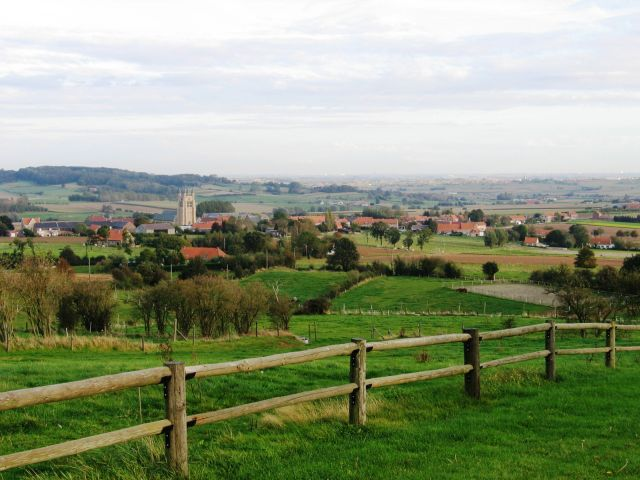
Cultuurlandschap in het West-Vlaams Heuvelland vanaf de Rodeberg, Westouter.

### België

#### Vlaanderen
In Vlaanderen valt het beheer, behoud en de restauratie van het bestaande landschap onder Agentschap Onroerend Erfgoed, dat behoort tot het Beleidsdomein Omgeving van de Vlaamse overheid (vroegere AHROM). De afdeling staat naast het landschappelijk aspect in voor het beheer en de bescherming van het bouwkundig, landschappelijk en archeologisch erfgoed.

#### Brussel
In het Brussels Hoofdstedelijk Gewest is de Directie Monumenten en Landschappen van het Brussels Hoofdstedelijk Gewest bevoegd.

## Bestuurlijke eenheid
Het begrip landschap werd en wordt ook wel gebruikt om een bepaalde regionale bestuursvorm mee aan te geven. Zo stond de provincie Drenthe tot 1815 bekend als de landschap Drenthe. Oorspronkelijk ging het om de standen van een bepaald territorium, die in een standenvergadering (een soort parlement) verenigd waren. In die zin was het begrip vooral in Noord-Duitsland, Zweden, Oostenrijk en Frankrijk verbreid (vergelijk de Landschappen van Zweden). In Duitsland wordt dit begrip nog altijd in deze betekenis gebruikt voor intergemeentelijke samenwerkingsverbanden, die gebaseerd zijn op vroegere politieke eenheden. De landschappen en landschapsverbanden in Nedersaksen hebben vooral een culturele taak, die in 2004 wettelijk is vastgelegd. Een voorbeeld is de Ostfriesische Landschaft voor de regio Oost-Friesland. De landschapsverbanden in Noordrijn-Westfalen houden zich daarentegen met de uitvoering van het sociale beleid bezig. In Frankrijk bestaan sinds de jaren negentig streekgebonden samenwerkingsverbanden die worden aangeduid met het begrip pays. De taken van deze pays komen grotendeels overeen met die van de landschappen in Duitsland.

## Afbeeldingen

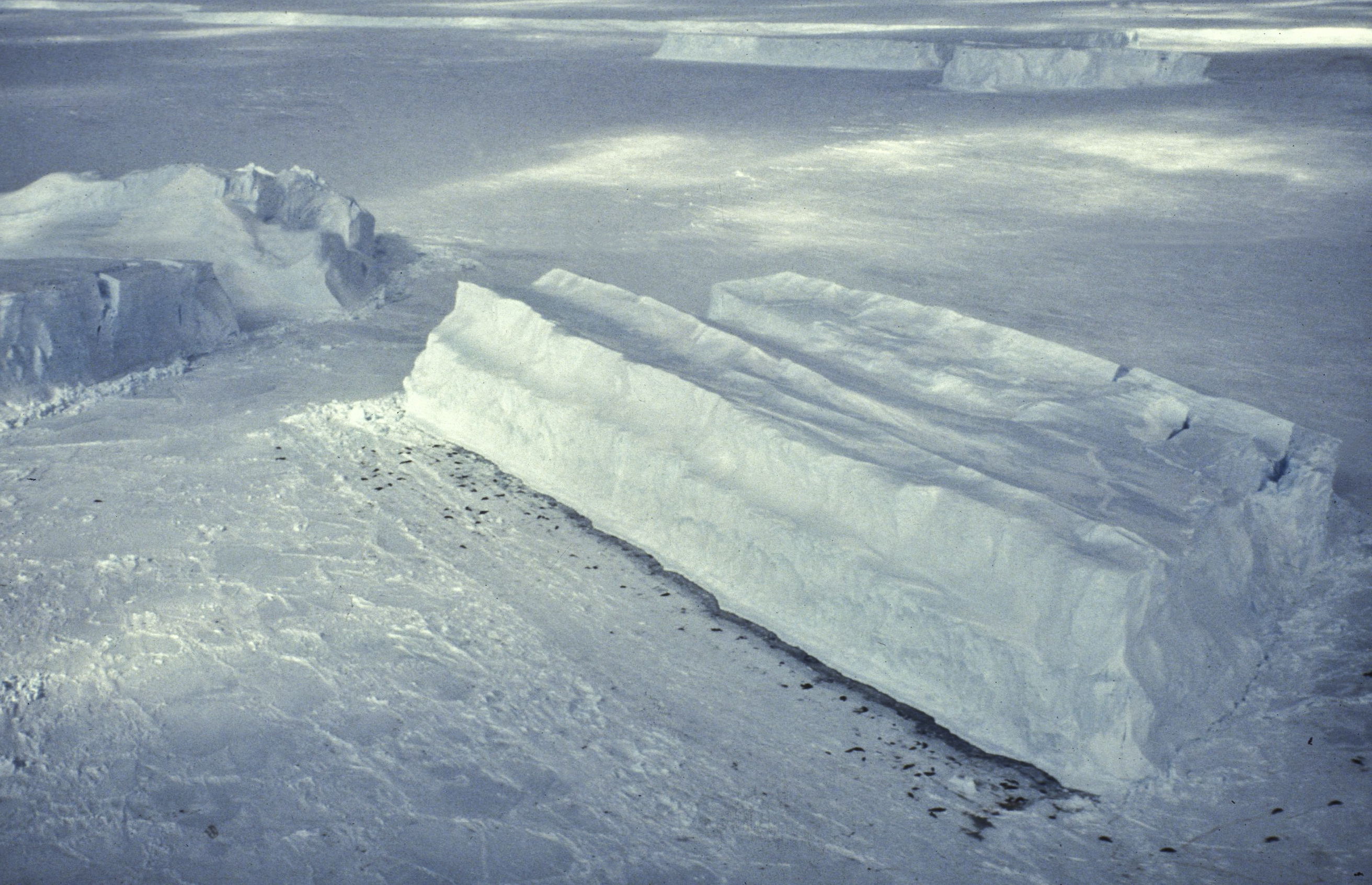
Natuurlandschap met kolonie zeehonden op Antarctica, 2009.
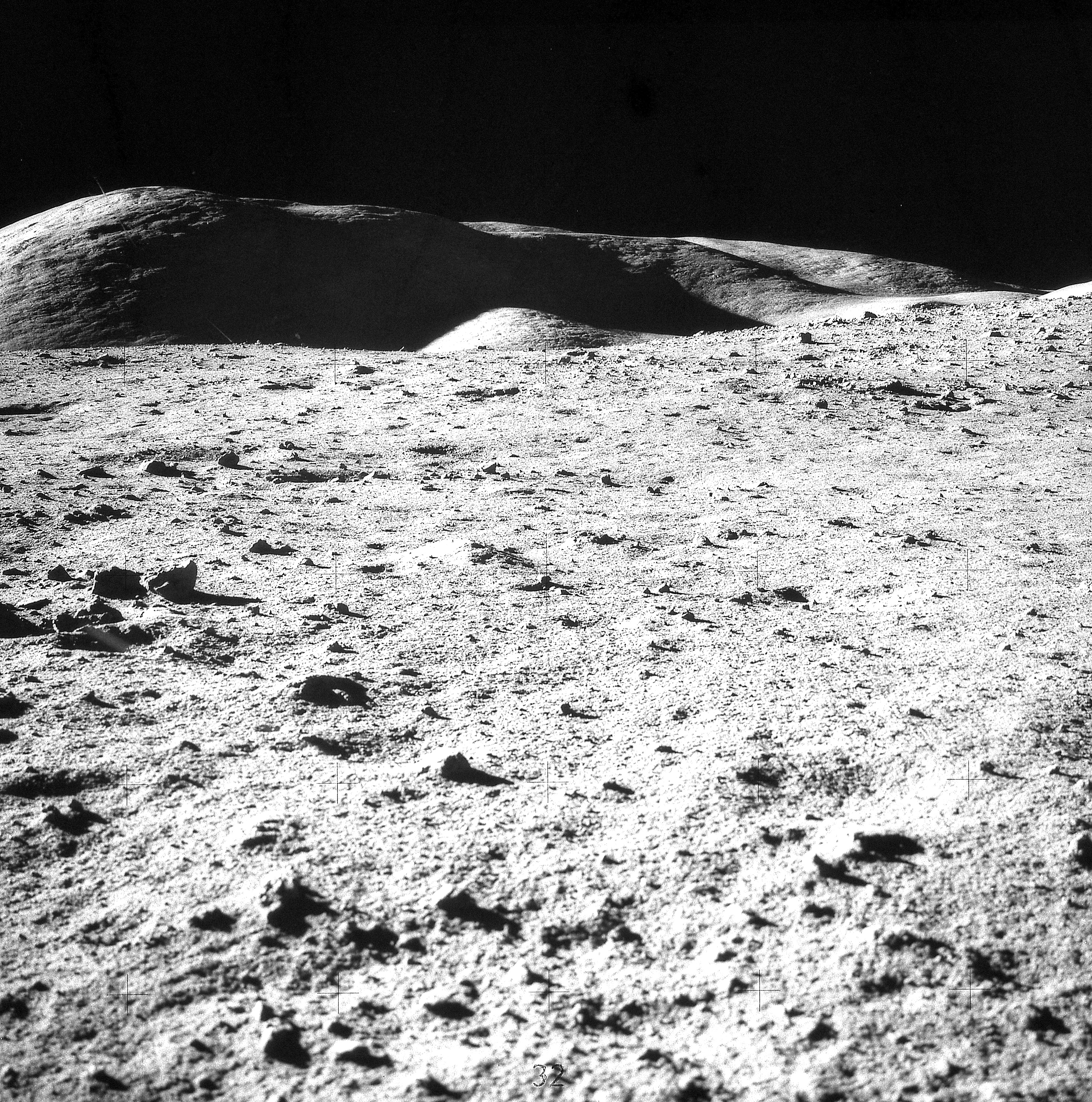
Maanlandschap in het Taurus-Littrowgebied gefotografeerd tijdens de Apollo 17-expeditie
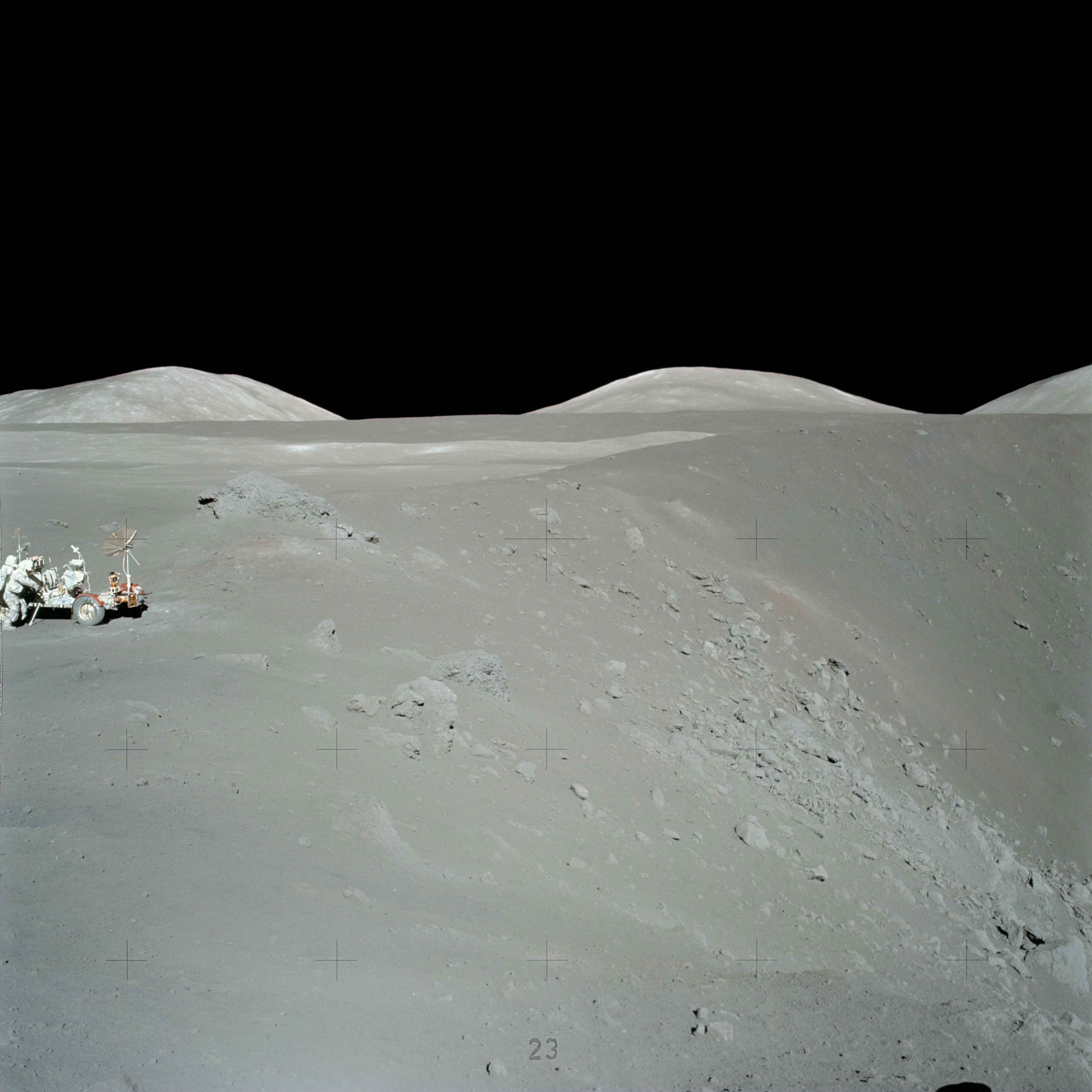
Maanlandschap in het Taurus-Littrowgebied gefotografeerd tijdens de Apollo 17-expeditie
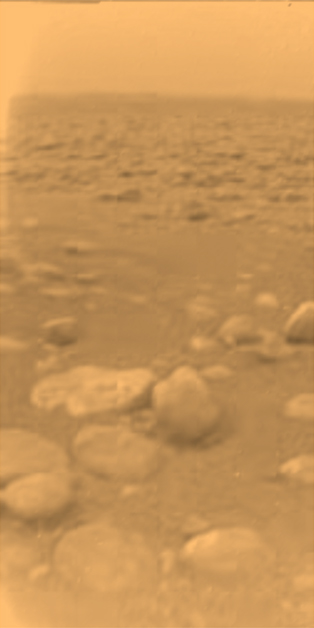
Eerste foto van het oppervlak van Titan, genomen door de gelande Huygens-sonde, zichtbaar zijn kleine ijsblokken in een landschap van nat organisch donkergekleurd ijszand, waar vloeibaar methaan heeft gestroomd, bron: ESA, NASA, JPL, Universiteit van Arizona.
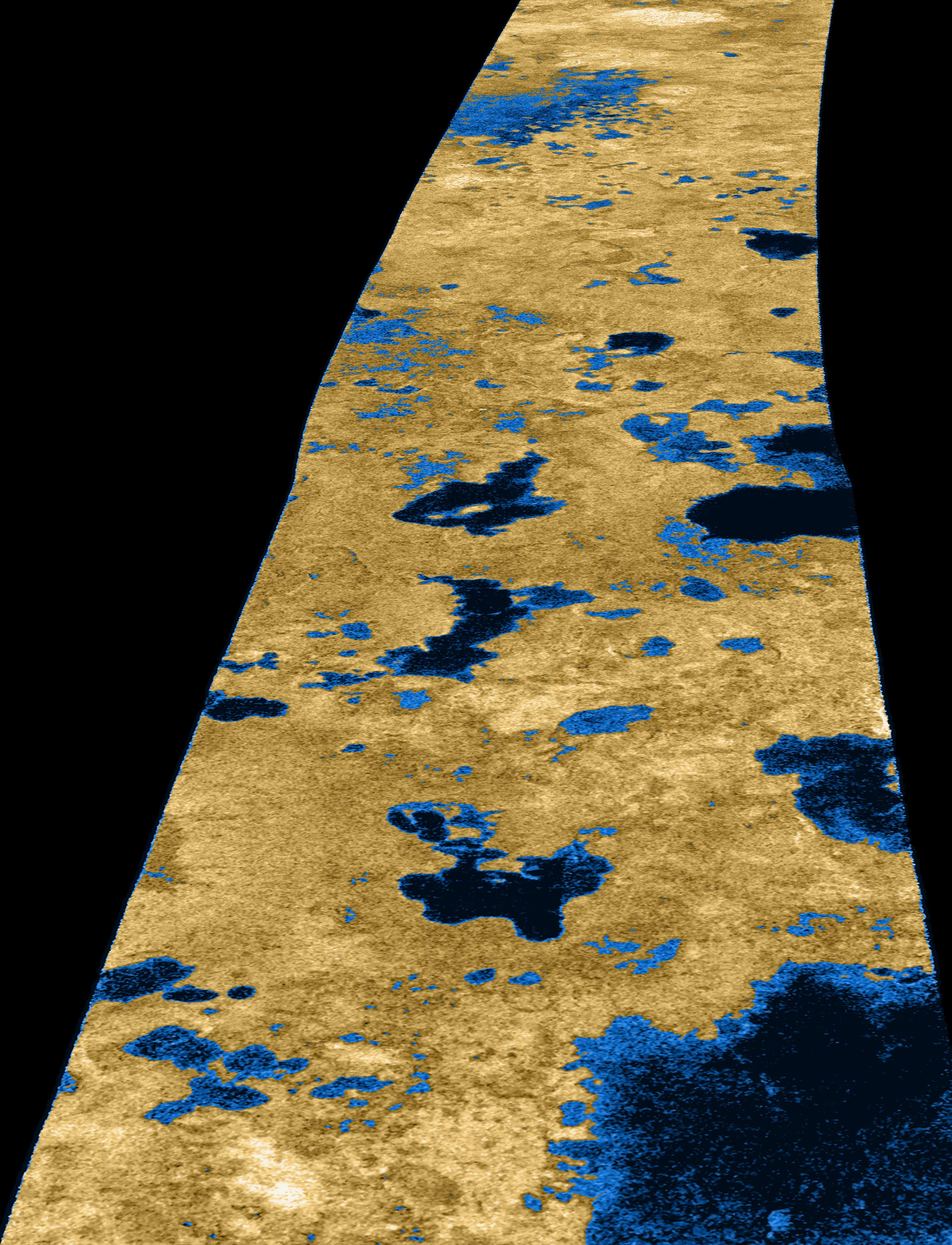
Kunstmatig gekleurde radaropname van een merenlandschap op Titan, dicht bij de noordpool, bron: NASA/JPL-Caltech, USGS